# تادیا مایریچ
 تادیا مایریچ (انگلیسی: Tadeja Majerič؛ زادهٔ ۳۱ اوت ۱۹۹۰) یک تنیس‌باز اهل اسلوونی است.